# 유화 (가수)
유화(본명: 김경숙)는 대한민국의 1984년 2월 11일 가수이다.

## 음반
- 2008년 가슴이 콩콩콩
- 2014년 사랑의 약초
- 2015년 화살을 쏘고 간 남자

## 수상
- 2008년 제22회 한국연예협회 창작인이 뽑은 여자 가수상 수상
- 2008년 제16회 대한민국문화연예대상 성인가요부분 신인가수상 수상
- 2008년 문화체육부 장관상 수상
- 2013년 한국가요작가협회 모범가수상 수상
- 2014년 우리것보존회 아리랑진흥공사주최 성인가요부문 명인대상 수상
- 2015년 제1회 행복나눔봉사대상 수상
- 2015년 제1회 대한민국 예능인 올스타 인기가수상 수상